# Cory Sène
Cheikh Cory Sène (* 20. April 2001 in Guédiawaye) ist ein senegalesischer Fußballspieler.

## Karriere
Sène begann seine Karriere beim Diambars FC. Zur Saison 2019/20 wechselte er nach Frankreich zum Zweitligisten RC Lens. Sein Debüt für Lens in der Ligue 2 gab er im Juli 2019, als er am ersten Spieltag jener Saison gegen den Le Mans FC in der Startelf stand. Dies sollte allerdings sein einziger Zweitligaeinsatz für Lens bleiben, fortan kam der Verteidiger nur noch für die Reserve des Teams zum Einsatz. Für diese absolvierte er bis zum COVID-bedingten Saisonabbruch 2019/20 zwölf Partien in der National 2. In der Saison 2020/21 kam er zu acht Viertligaeinsätzen für Lens B, ehe er im Januar 2021 an den Drittligisten FC Annecy verliehen wurde. In Annecy spielte er aber keine große Rolle und kam bis Saisonende nur dreimal in der National 1 zum Einsatz.
Zur Saison 2021/22 kehrte Sène dann wieder nach Lens zurück. Für Lens B absolvierte er in jener Spielzeit 23 Partien in der National 2, aus der die Mannschaft jedoch zu Saisonende abstieg. In der Spielzeit 2022/23 kam er dann zu 22 Fünftligaeinsätzen für das Team. Zur Saison 2023/24 wechselte der Abwehrspieler zum österreichischen Zweitligisten SV Lafnitz. In Lafnitz kam er zu 21 Einsätzen in der 2. Liga.
Zur Saison 2024/25 wechselte er nach Tschechien zum Erstligisten Viktoria Pilsen, bei dem er einen bis 2027 laufenden Vertrag erhielt.